# 精選完美男
《精選完美男》（英語：The Switch）是2010年上映的美國浪漫喜劇電影，改編自傑佛瑞·尤金尼德斯的小說《Baster》。電影由喬許·高登與威爾·史派克執導，珍妮佛·安妮斯頓和傑森·貝特曼主演。該片講述凱西决定通过精子捐赠怀孕，不料被好友沃用自己的精子替换了捐赠者的精子，由此引发了一系列故事。

## 演員
- 詹妮弗·安妮斯顿 飾 凱西·拉森
- 詹森·貝特曼 飾 沃利·馬爾斯
- 湯瑪斯·羅賓森 飾 塞巴斯蒂安·拉森
  - 布萊斯·羅賓森 飾 少年塞巴斯蒂安
- 派翠克·威爾森 飾 羅蘭·尼爾森
- 朱丽叶特·刘易斯 飾 黛比·愛潑斯坦
- 傑夫·高布倫 飾 倫納德
- 卡洛琳·哈薇娜絲（英语：Caroline Dhavernas） 飾 寶琳
- 斯科特·埃爾羅德 飾 泰迪·德克蘭
- 黛安·索耶 飾 自己 (客串)